# Jatvingi

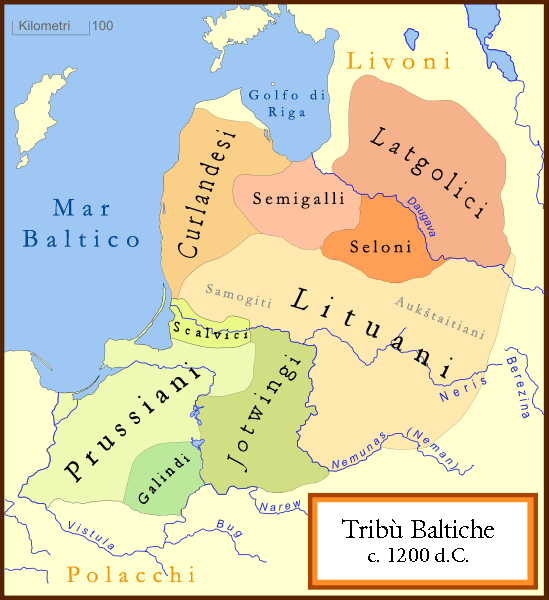
Gli Jatvingi e le altre tribù baltiche nel circa 1200 d.C. I balti orientali sono in tonalità marroni, mentre i balti occidentali sono in verde. I confini sono approssimativi

Gli Jatvingi, o Sudoviani (più raramente Suduvi, Iotvingi o Yotvingi; in lituano Jotvingiai, Sūduviai; in lettone Jātvingi; in polacco Jaćwingowie; in bielorusso Яцвягі?, Jacviahi; in tedesco Sudauer), erano una popolazione indigena affiliata ai prussiani e, di conseguenza, ai balti. La lingua jatvingica (a volte chiamata sudoviana) era una lingua baltica occidentale, più vicina all'antico prussiano ma con piccole variazioni. Gli iotvingi sono citati in documenti storici regionali nel XIX secolo.

## Geografia

Cartina che mostra i territori popolati o parzialmente assimilabili a quelli abitato dagli jatvingi

Gli jatvingi vivevano nella Sudovia (o Yotvingia) e in Dainava, a sud-ovest della sorgente del Neman (Nemunas). Oggi quest'area corrisponde principalmente al Voivodato della Podlachia in Polonia, parti della Lituania e parte della regione di Hrodna in Bielorussia. Il territorio poteva altresì essere circoscritto tra le odierne Marijampolė e Merkinė (Lituania), Slonim e Kobryn (Bielorussia), Białystok e Lyck nella Prussia (ora Ełk, in Polonia). I primi territori di cui nel 1240 circa Mindaugas, Duca di Lituania e futuro re re di Lituania, si assicurò furono proprio la Sudovia settentrionale, la Scalovia e la Nadruvia.
Vitoldo il Grande parla di terra Sudorum in una lettera al re Sigismondo di Lussemburgo dell'11 marzo 1420.

## Nome
Il nome Sūduva, secondo il linguista Vytautas Mažiulis ("Prūsų kalbos etimologijos žodynas", Dizionario etimologico della lingua prussiana), deriva dall'idronimo locale Sūd(a)vā, a sua volta risalente dalla radice verbale baltica sū-: fluire, riversarsi.
Gli jatvingi vengono anche indicati con le varianti latine Getwezitae, Jetven, Getuke, Gethe, Pollekiami e quella polacca Jaczwingi.
L'autore russo A.S. Kibin ha affermato che il termine iotvingi, o "lo slavo jatvingi risale al patronimico játvingar, che significa «discendenti di Játvígr», o «il popolo di Játvígr»" (...) "il nome Játvígr è menzionato nella Knýtlinga saga". J. Paška, avvalorando l'ipotesi di Kibin, ha interpretato in modo simile l'etnonimo quale derivato del termine norvegese antico Játvígr, il cui genitivo era Játvígs liðsmenn (ᛃᚨᛏᚢᛁᚴᛋ ᚱᛟᚦᛋ), in riferimento alla spedizione vichinga di Játvígr e dei suoi alleati norreni della Rus' (ovvero Indura, nella regione di Hrodna in Bielorussia) sul fiume Nemunas. Pashka afferma che l'infisso nasale nell'antico nome norreno Játvíg indicato nel Trattato di Kiev del 944-945 era probabilmente un errore di scrittura di poco conto o un'incomprensione sopravvissuta fino ai giorni nostri.

## Storia

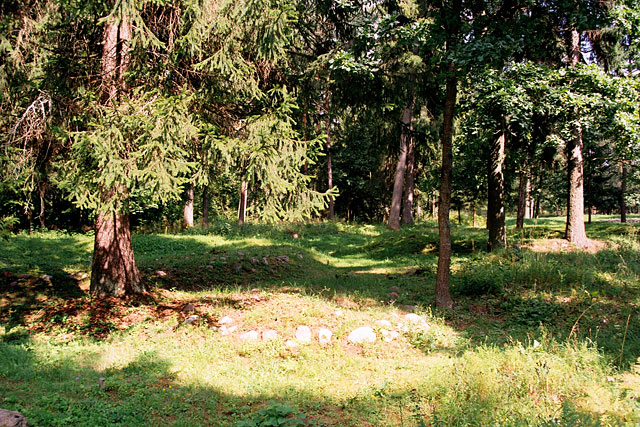
Kurgan jatvingico nei pressi di Suvalkai

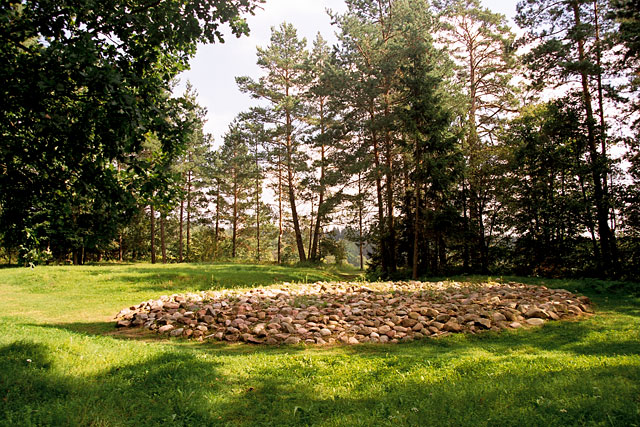
Kurgan jatvingico nei pressi di Suvalkai

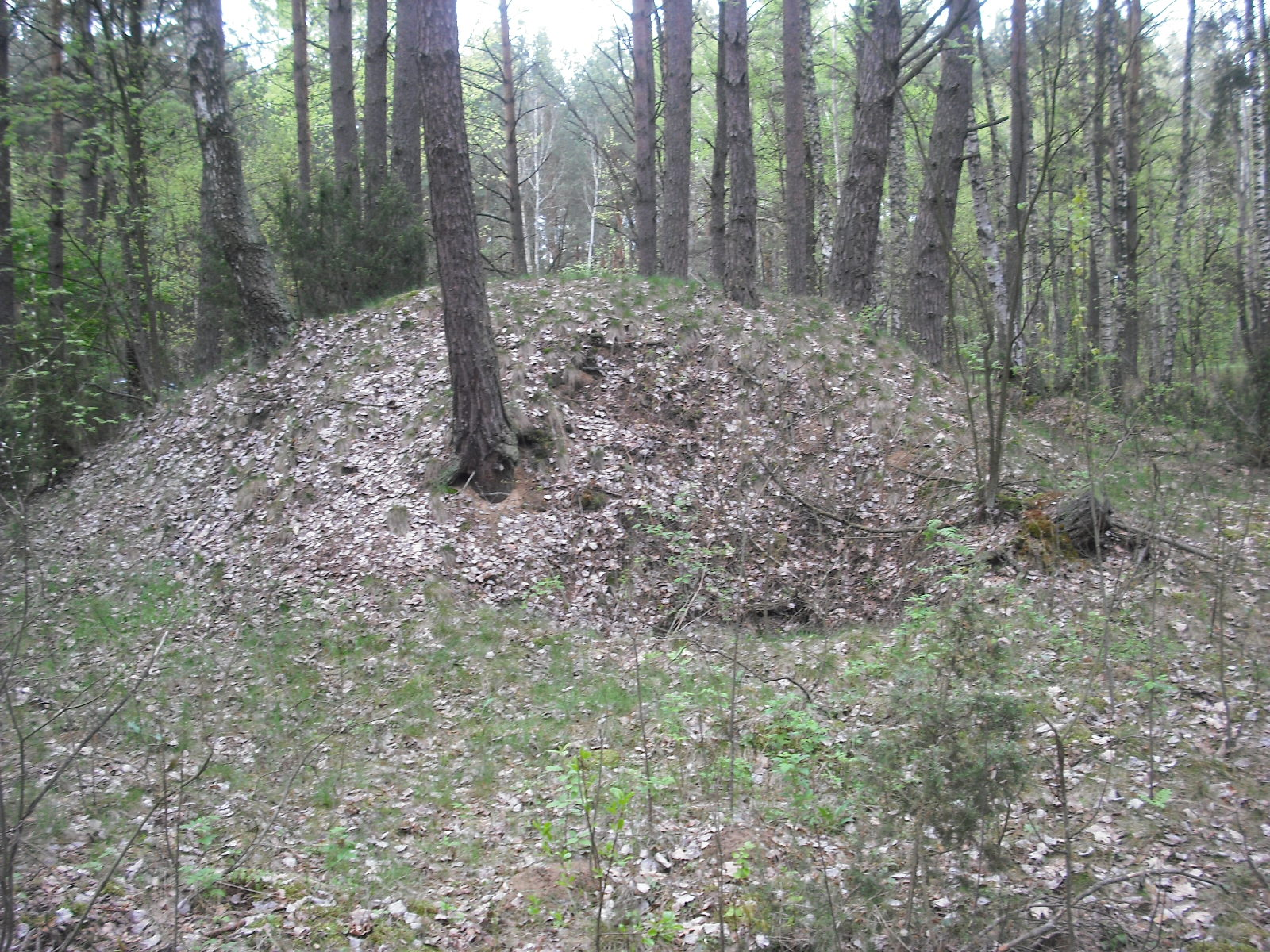
Kurgan jatvingico nei pressi di Jatwieź Duża

Si crede che i primi baltici a migrare verso il Mar Baltico si insediarono in Lituania tra il 2000 e il 1500 a.C.: tra i primi gruppi a spostarsi figuravano gli iotvingi. È stato storiograficamente proposto di identificare questa popolazione con quella designata da Tolomeo (ii, 11, 15), nel II secolo d.C., col nome di sudeni. Le campagne archeologiche avviate da parte di studiosi polacchi e sovietici negli anni settanta e ottanta del XX secolo per chiarire le origini degli jatvingi, hanno riportato alla luce presso le località di Szwajcaria, Żywa Woda, Suwałki, Osowa e Szurpiły aree sepolcrali databili fra il III e il V secolo d.C. e, comprese in queste, tre tombe "principesche". Una di queste, che per la maggiore dimensione della fossa, le suppellettili più numerose e più preziose, dovevano appartenere a un Capo, scoperta presso Szwajcaria, è databile, dalle fibule in bronzo con rivestimento di anellini d'argento, al IV secolo d.C.. Sono stati altresì rinvenuti elementi metallici che decoravano uno scudo (forse di cuoio) formati da dischi di lamina bronzea con rivestimento d'oro e d'argento e motivi di borchie e anelli concentrici e una piccola figurina ritagliata in lamina di bronzo placcata in argento raffigurante un cervide. Altri ornamenti simili appartenevano alla decorazione di briglie e alla testiera di un cavallo. Le armi di offesa erano costituite da una spada con fodero in legno, arco e frecce, con punta metallica.
Il nome Sudoviani appare nelle cronache medievali per la prima volta in relazione al pagamento di un tributo al Rus' di Kiev nell'anno 983 nella Cronaca di Nestore in Rutenia. Per l'età più antica rimane aperta la discussione se la cultura di questa popolazione possa rientrare o no in quella dei Campi di Urne (come nel caso degli skalviani). L'economia sembra fosse basata essenzialmente sulla pastorizia (pecore e bovidi). Nel 1009, si resero responsabili della morte del missionario cristiano Bruno di Querfurt.
Tra le figure di spicco della comunità sudoviana rientra Skalmantas, il quale partecipò con la sua gente alle rivolte prussiane. Alla fine del XIII secolo, la comunità autoctone erano state quasi totalmente sterminate per opera dei cavalieri dell'Ordine Teutonico. I sopravvissuti dovettero abbandonare la regione (furono in pochissimi a non farlo) e si diressero in Sambia e nella penisola curlandese.
Un censimento del clero della regione bielorussa di Hrodna nel 1860 contava ben 30.929 abitanti che si identificavano quali jatvingi.